# Фурухольмен, Магне
Магне «Магс» Фурухольмен (норв. Magne Furuholmen; р. 1 ноября 1962, Осло) — норвежский музыкант, гитарист и клавишник группы a-ha.

## Ранние годы
Магне Фурухольмен родился 1 ноября 1962 года в Манглеруде, районе Осло.
Его отец Коре Фурухольмен (1940–1969) был джазовым музыкантом, играл на трубе в группе Bent Solve’s Ochestra. 1 мая 1969 года он погиб в авиакатастрофе недалеко от города Драммен вместе со всей группой. Примечательно, что одним из свидетелей катастрофы был 9-летний Мортен Харкет, будущий коллега Магне по группе a-ha, с которым Фурухольмен познакомился лишь через 13 лет.
Мать Магне Аннелизе Фурухольмен (род. 1941) работала учительницей. После гибели мужа она вышла замуж повторно. В новом браке родилось трое детей: дочь Лине и сыновья Торстейн и Трюгве-Кристиан.
В 10 лет Фурухольмен познакомился с Полом Воктором-Савоем, с которым быстро подружился. В седьмом классе Магне увлёкся музыкой. Особенно ему нравились Дженис Джоплин, Джими Хендрикс и The Doors. В школе (гимназии) Фурухольмен учился средне и без особого интереса. В 1978 году Магне и Пол создали группу Bridges. В 1980 году вышел их первый альбом, получивший название Fakkeltog («Факельное шествие»). Вскоре после этого молодые люди отправились в Лондон.

## Личная жизнь
8 августа 1992 года Магне женился на Хейди Рудьёр, своей бывшей однокласснице. У них двое сыновей: Томас Винсент (г.р. 1990) и Филип Клеменс (г.р. 1993).

## Дискография
- «Ti Kniver I Hjertet» (Soundtrack, as Timbersound) (1994)
- «Hotel Oslo» (Soundtrack, as Timbersound) (1997)
- «Hermetic» (Soundtrack from the film 1732 Høtten, as Timbersound) (1998)
- «Dragonfly» (Single, from the film Øyenstikker as Furuholmen / Timbersound) (2001)
- «Past Perfect Future Tense» (2004)
- «A Dot of Black» (2008)